# 올리브산 유대인 묘지

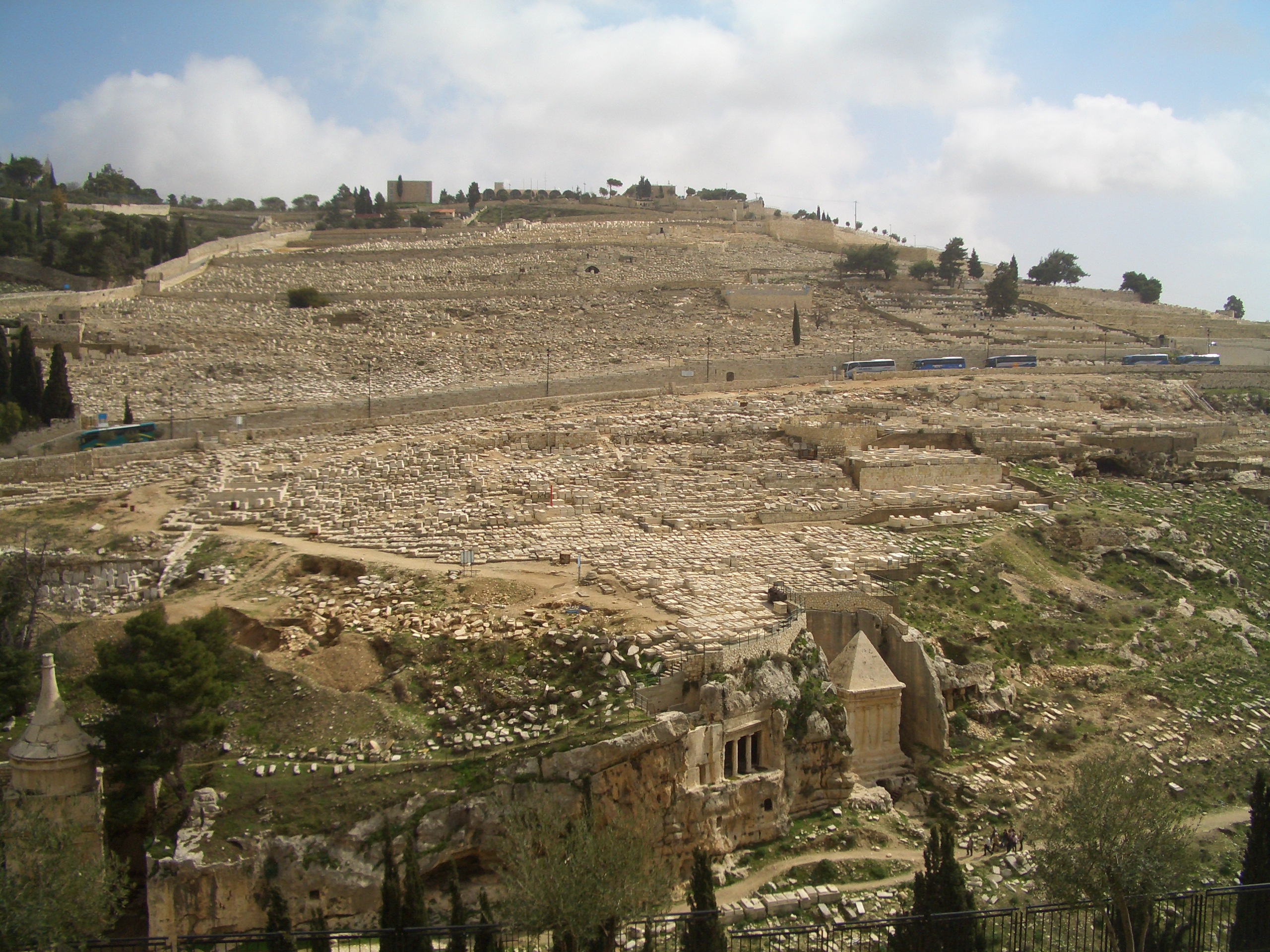

올리브 산 유태인 묘지(히브리어: בית הקברות היהודי בהר הזיתים 베트 하크바로트 하예후디 베하르 하제팀,  영어: Mount of Olives Jewish Cemetery) 예루살렘에 있는 세계에서 가장 오래된 유대인 묘지이며, 유대인 묘지 가운데 규모가 가장 큰 묘지이다. 묘지는 올리브 산에 있으며, 탄 예루살렘 공동에 직면해 있다. 총 150,000 무덤이 있다.

## 갤러리

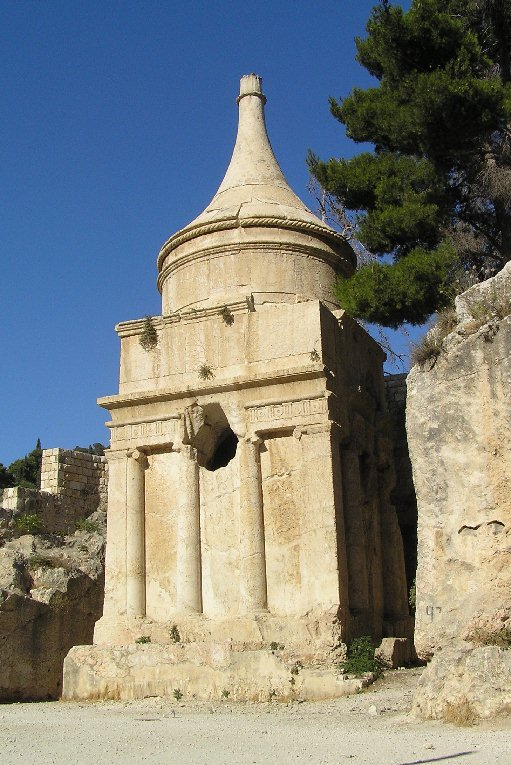
압살롬의 무덤
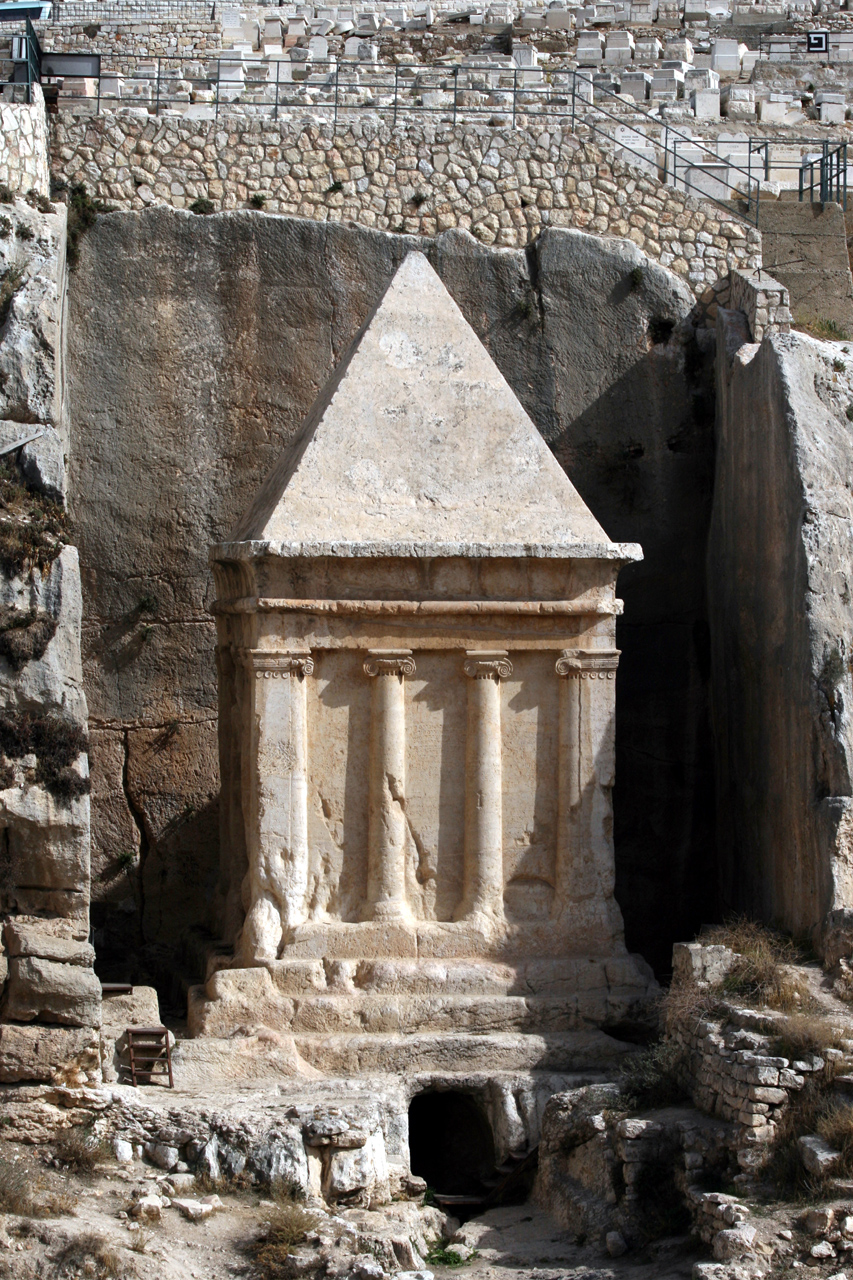
스가랴의 무덤
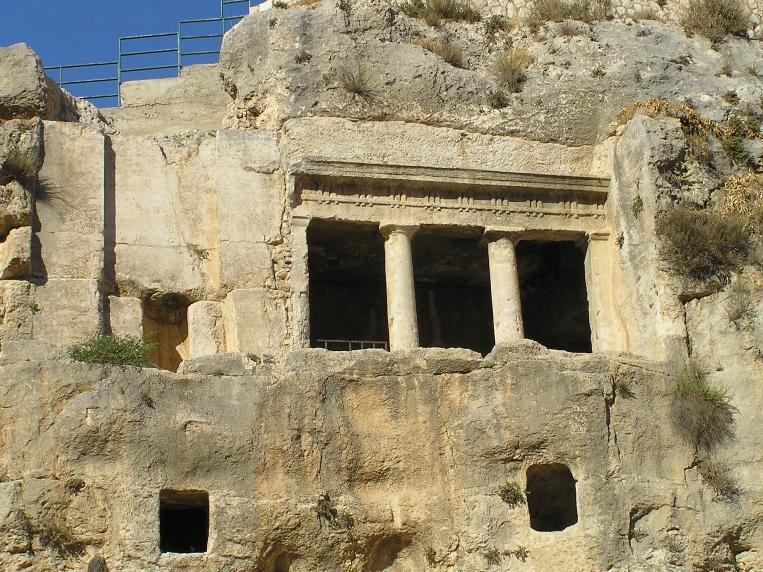
Benei Hezir의 무덤
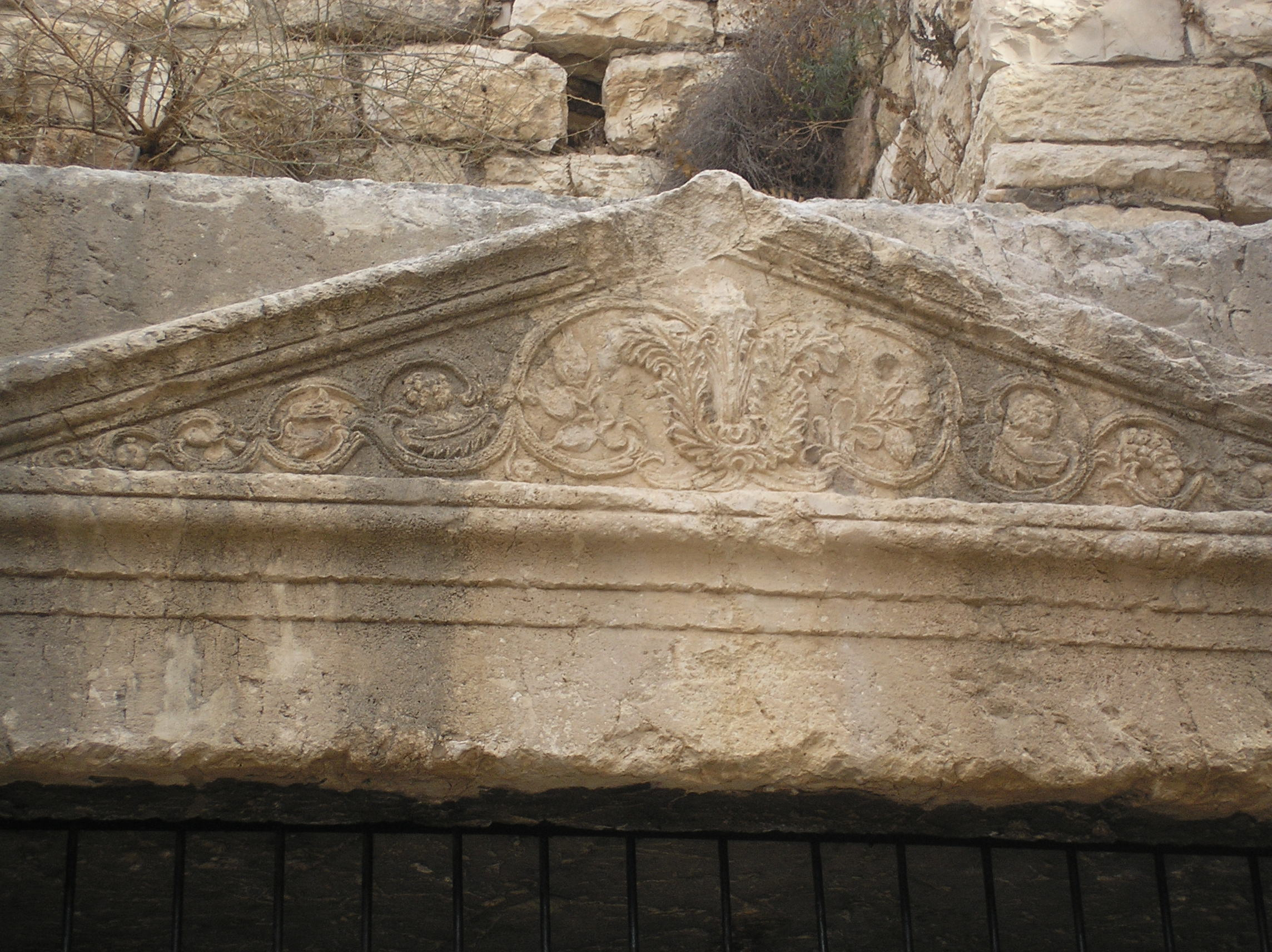
여호사밧의 동굴
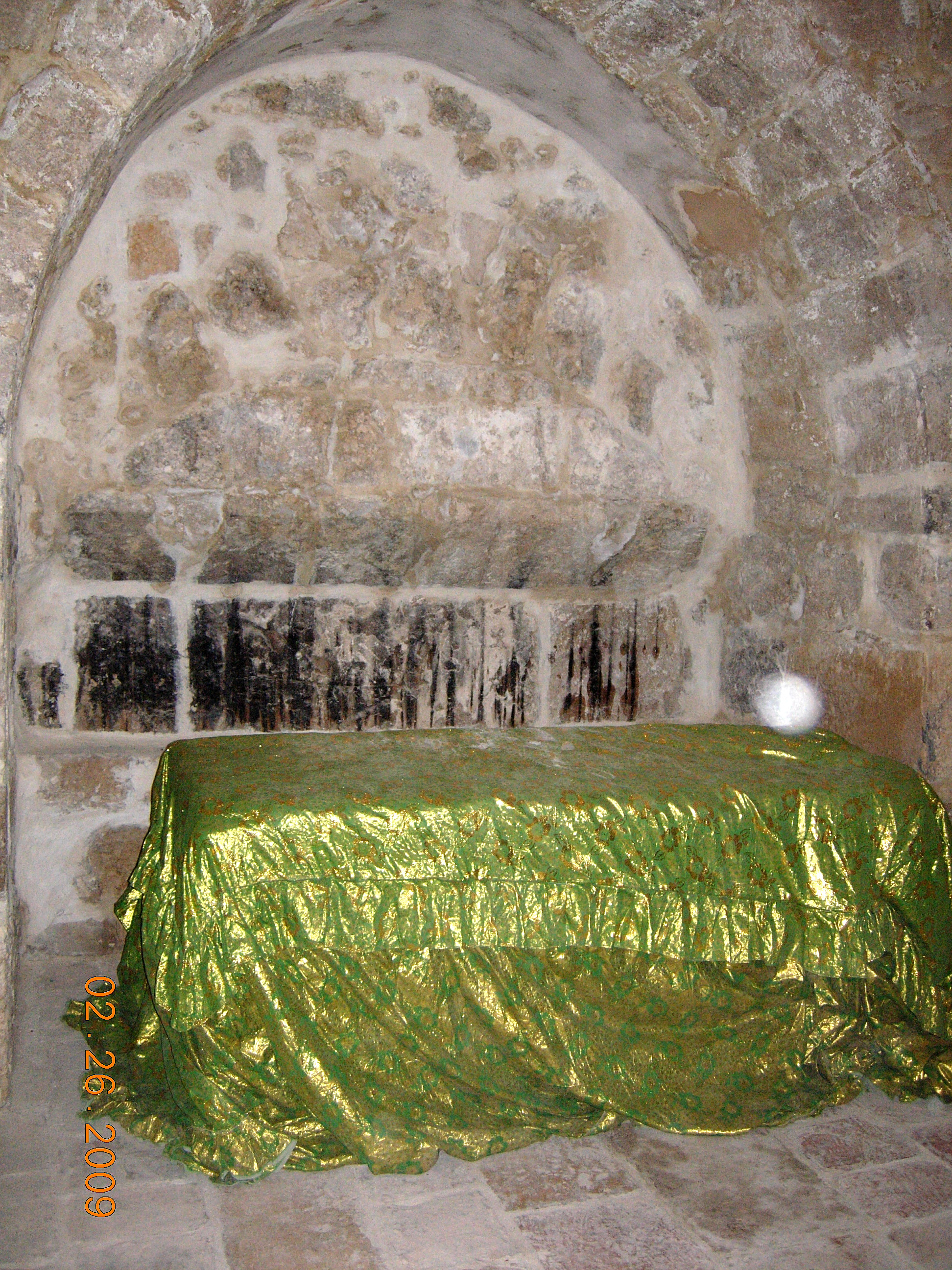
훌다의 무덤
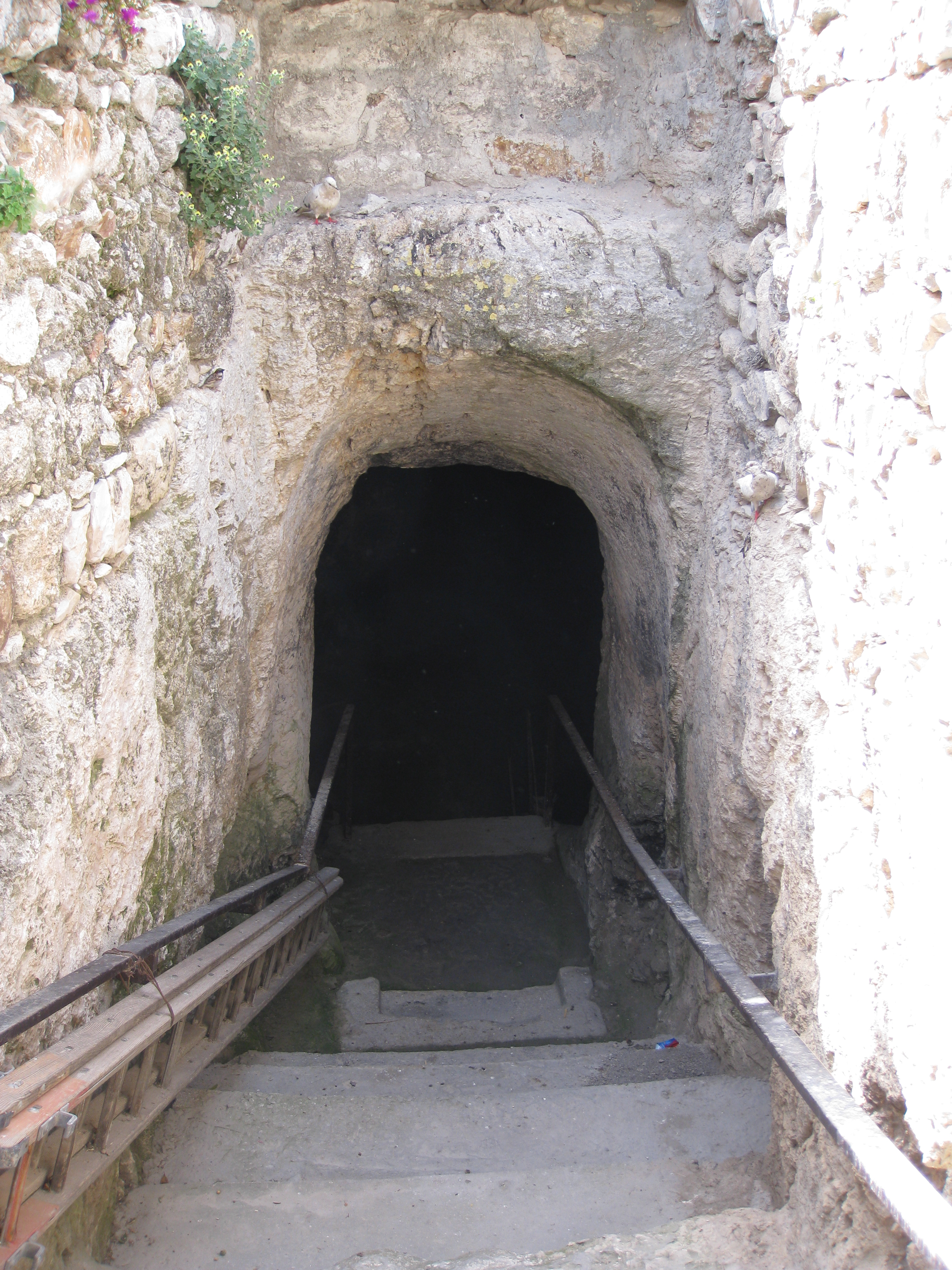
선지자의 동굴
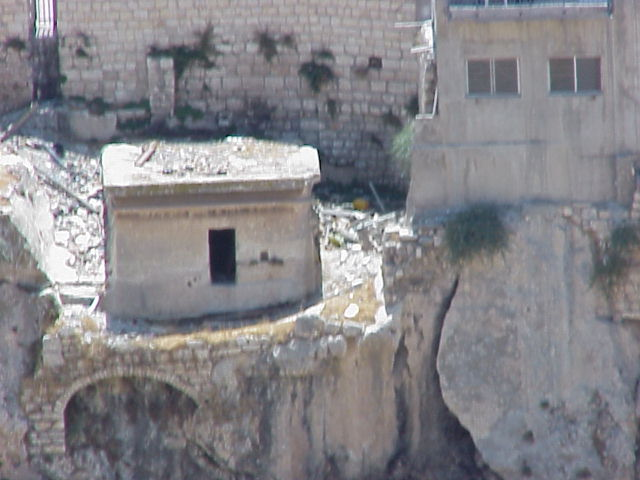
파라오의 딸의 무덤
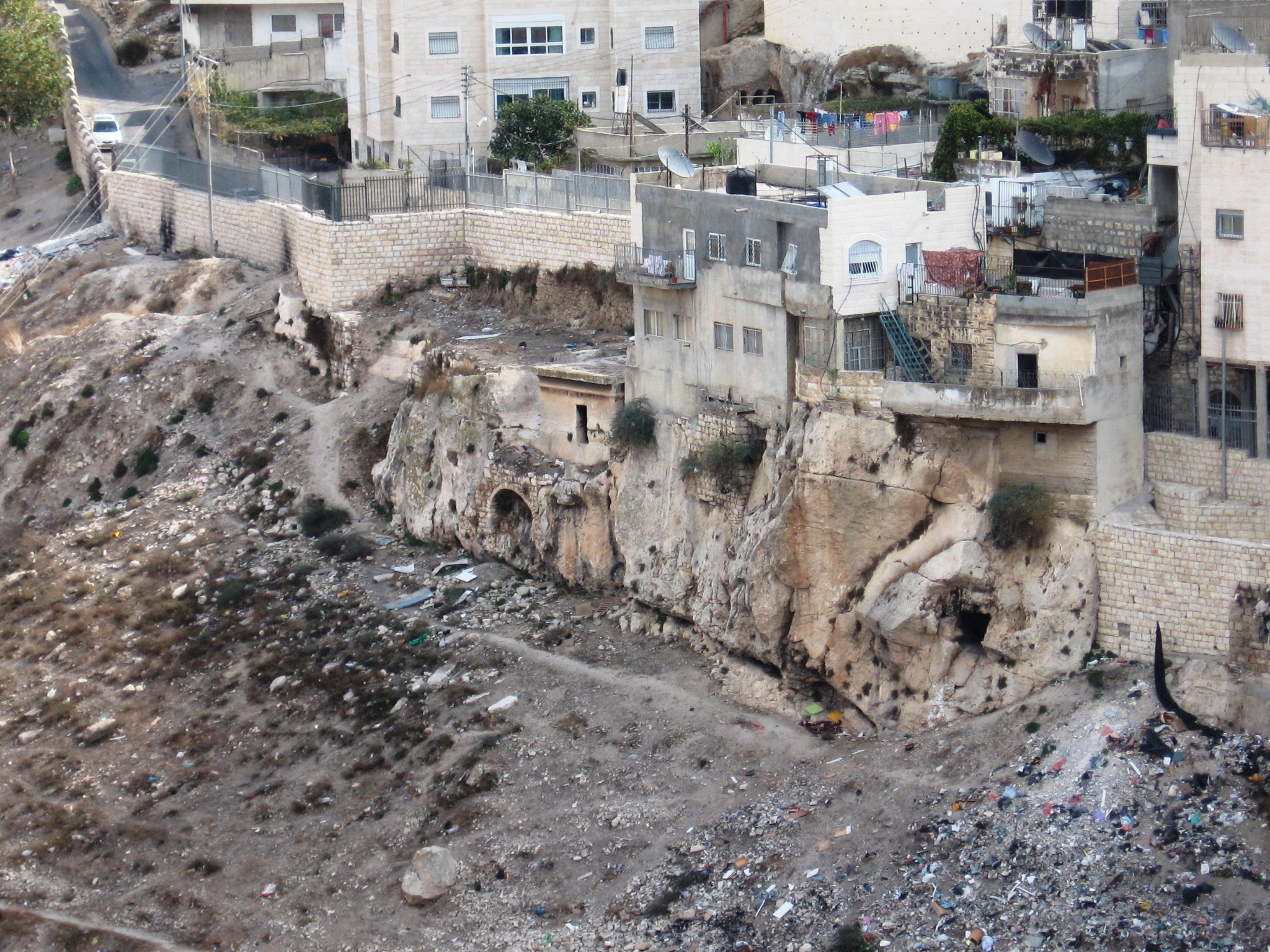
키드 론 골짜기 묘지